# Città del Tricolore
Città del Tricolore è un'associazione sportiva dilettantistica italiana di hockey su prato con sede a Reggio Emilia. Partecipa al campionato nazionale di serie A1 maschile. Serie A2 femminile e ai campionati giovanili.

## Storia
L'hockey a Reggio Emilia nasce nel 1958 grazie all'entusiasmo di alcuni ragazzi. Da allora la passione per questo sport è stata ininterrottamente tramandata alle nuove generazioni di atleti.

## Rosa 2019/2020 - Serie A1 maschile

### Portieri
- Davide Panarotto 1995

### Difensori
- Filippo Boiardi 1987
- Noè Bonacini 1999
- Nicolò Pellegrini 2002

### Centrocampisti
- Alberto Copelli 1978
- Nicholas Corradini 1991
- Andrea Pini 1993
- Franco Caruso 2000
- Sufyan Sajid 2001
- Mattia Bettuzzi 2001
- Tomás Ibañez Saggia 1998

### Attaccanti
- Patricio Capellini 1988
- Noshad Anwar 1990
- David Corradini 1993
- Matteo Ferretti 1996
- Roberto Prandi 1996

### Allenatore
- German Chaves

### Team Manager
- Massimo Bettuzzi

## Palmarès
- Scudetto: 2

Under 14 femminile 2014-2015
Under 16 femminile 2016-2017
- Scudetto indoor: 1

Under 18 femminile 2018-2019